# Eucalyptus laeliae
Eucalyptus laeliae är en myrtenväxtart som beskrevs av Podger och Chippendale. Eucalyptus laeliae ingår i släktet Eucalyptus och familjen myrtenväxter. Inga underarter finns listade i Catalogue of Life.

## Bildgalleri

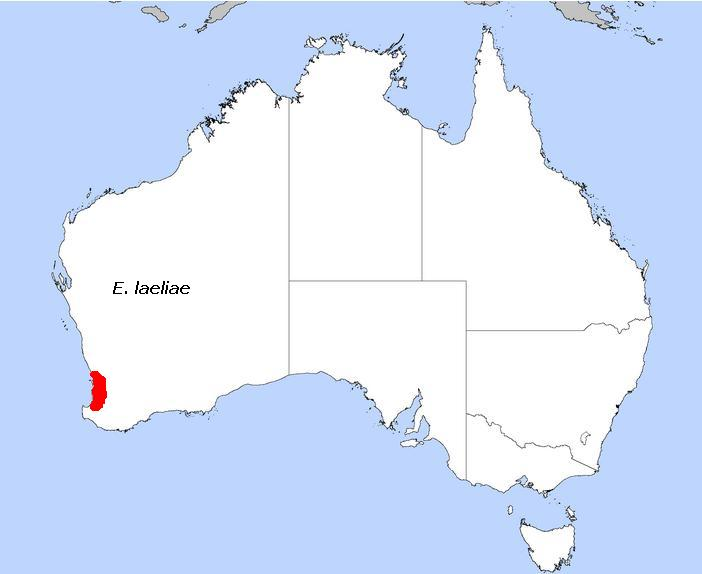
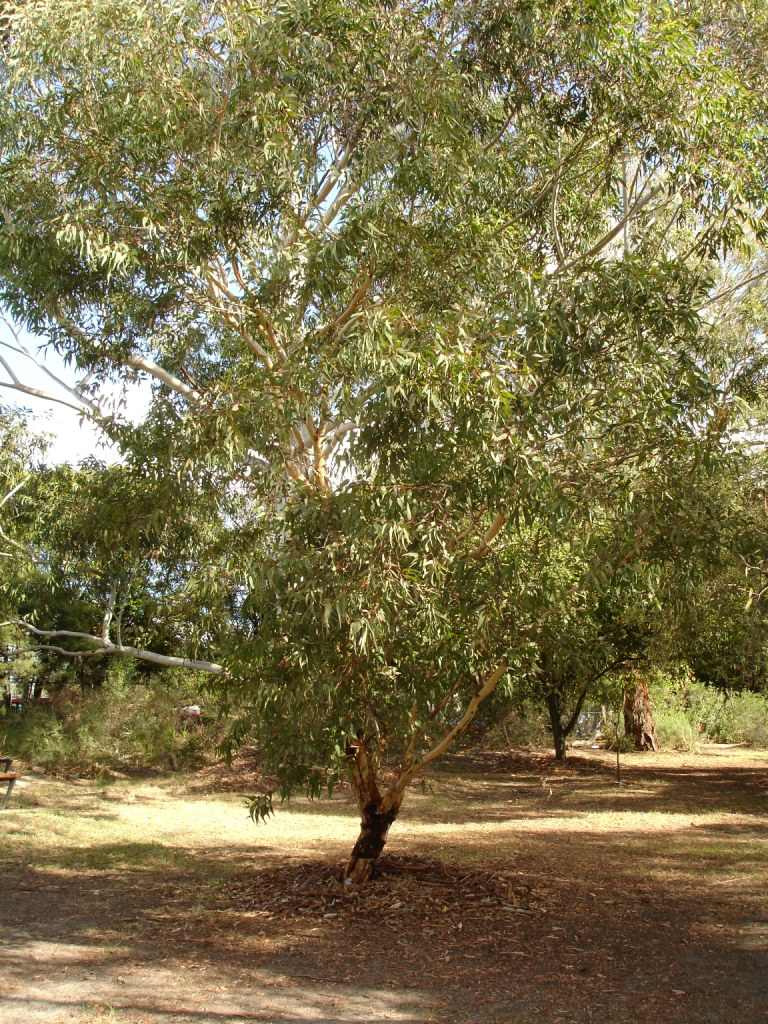